# Liste des monuments historiques de l'arrondissement de Pontivy

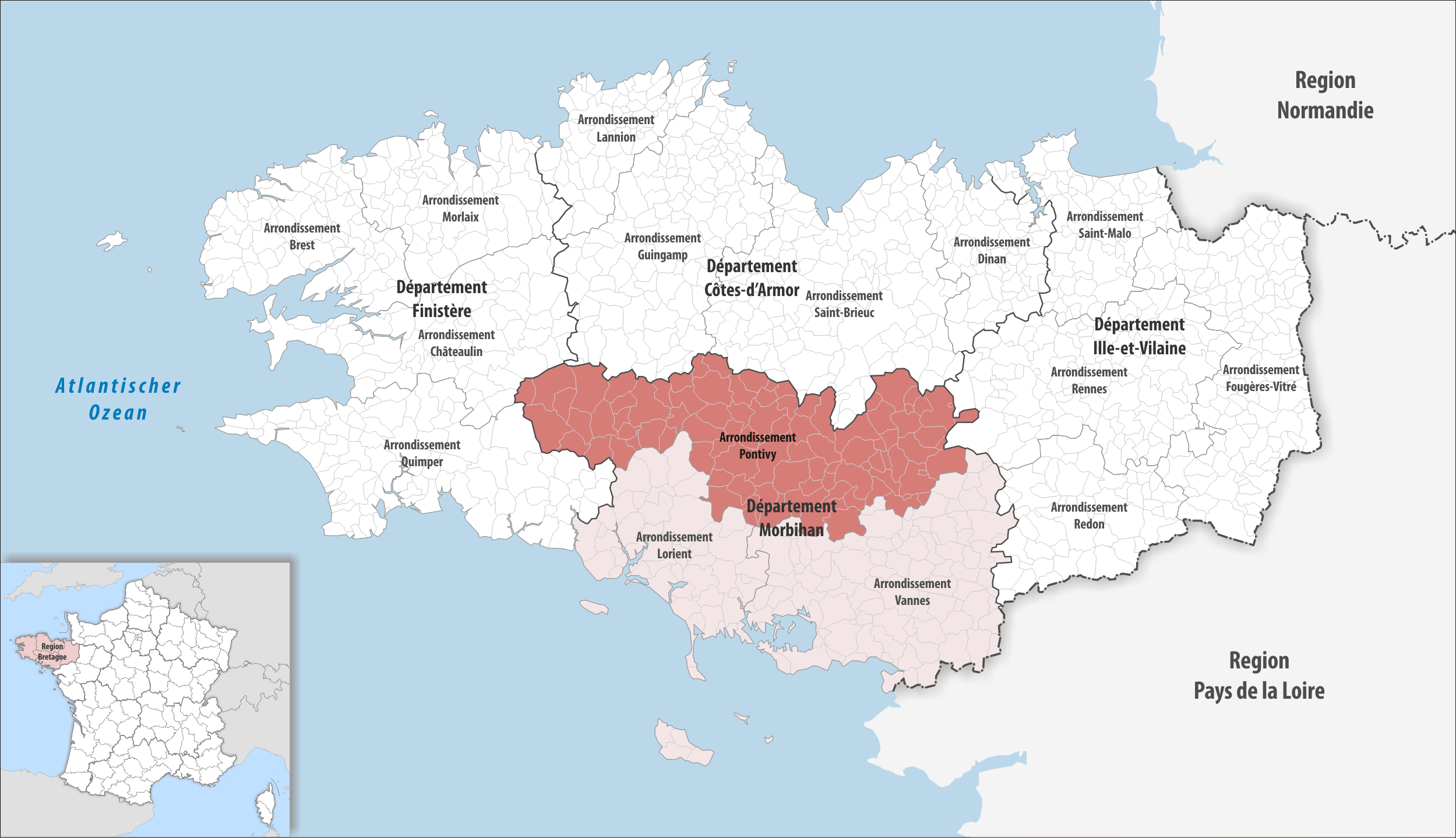
Carte de l'arrondissement de Pontivy

Cet article recense les monuments historiques de l'arrondissement de Pontivy, dans le département du Morbihan, en France.

## Généralités
Au 31 décembre 2009, le Morbihan compte 919 immeubles protégés au titre des monuments historiques, soit 335 classés, et 584 inscrits.
Parmi ceux-ci, 262 étaient situés dans l'arrondissement de Pontivy (soit 28,9 % du total du département).
Le graphique suivant résume le nombre de premières protections par décennies :
La liste suivante les recense, organisés par commune.

## Liste
- Pour les MH de la commune de Ploërmel : Liste des monuments historiques de Ploërmel

- Haut – A
- B
- C
- D
- E
- F
- G
- H
- I
- J
- K
- L
- M
- N
- O
- P
- Q
- R
- S
- T
- U
- V
- W
- X
- Y
- Z

| Monument | Commune                                                                           | Adresse                                                 | Coordonnées                                      | Notice                                           | Protection                                       | Date                                                   | Illustration |
| --- | --------------------------------------------------------------------------------- | ------------------------------------------------------- | ------------------------------------------------ | ------------------------------------------------ | ------------------------------------------------ | ------------------------------------------------------ | --- |
| Allée couverte du Prieuré | Baud                                                                              | Forêt du Jour Le Prieuré                                | 47° 50′ 54″ nord, 3° 02′ 28″ ouest               | « PA00091015 »                                   | Classé                                           | 1971                                                   | Allée couverte du Prieuré |
| Chapelle de la Clarté | Baud                                                                              | Place Le-Sciellour                                      | 47° 52′ 30″ nord, 3° 01′ 10″ ouest               | « PA00091016 »                                   | Inscrit                                          | 1925                                                   | Chapelle de la Clarté |
| Croix jumelées de Boullet | Baud                                                                              | Route de Bubry                                          | 47° 52′ 47″ nord, 3° 03′ 58″ ouest               | « PA00091017 »                                   | Inscrit                                          | 1937                                                   | Croix jumelées de Boullet |
| Croix de Kermarech | Baud                                                                              |                                                         | 47° 53′ 25″ nord, 3° 00′ 58″ ouest               | « PA00091018 »                                   | Inscrit                                          | 1934                                                   | Croix de Kermarech |
| Croix de Ténuel | Baud                                                                              | Ténuel                                                  | 47° 52′ 05″ nord, 3° 02′ 43″ ouest               | « PA00091019 »                                   | Inscrit                                          | 1933                                                   | Croix de Ténuel |
| Fontaine de la Clarté | Baud                                                                              | Rue des Fontaines                                       | 47° 52′ 34″ nord, 3° 00′ 56″ ouest               | « PA00091020 »                                   | Inscrit                                          | 1925                                                   | Fontaine de la Clarté |
| Vénus de Quinipily avec son support et la cuve en granit | Baud                                                                              |                                                         | 47° 52′ 08″ nord, 3° 02′ 01″ ouest               | « PA00091021 »                                   | Classé                                           | 1943                                                   | Vénus de Quinipilyavec son support et la cuve en granit |
| Chapelle Sainte-Anne Façade | Berné (initialement située à Pluméliau ; reconstruite dans les années 60 à Berné) | Pont-Calleck                                            | 47° 59′ 42″ nord, 3° 20′ 27″ ouest               | « PA00091548 »                                   | Inscrit                                          | 1925                                                   | Chapelle Sainte-AnneFaçade |
| Allée couverte de Kergonfalz | Bignan                                                                            | Lescadec                                                | 47° 52′ 40″ nord, 2° 47′ 37″ ouest               | « PA00091040 »                                   | Classé                                           | 1970                                                   | Allée couverte de Kergonfalz |
| Château de Kerguéhennec et son parc | Bignan                                                                            | Kerguéhennec                                            | 47° 53′ 09″ nord, 2° 44′ 04″ ouest               | « PA00091041 »                                   | Classé Inscrit                                   | 1988                                                   | Château de Kerguéhennecet son parc |
| Croix du bourg encastrée dans le mur d'enceinte de l'église | Bignan                                                                            | Le Bourg                                                | 47° 52′ 46″ nord, 2° 46′ 21″ ouest               | « PA00091043 »                                   | Inscrit                                          | 1935                                                   | Croix du bourgencastrée dans le mur d'enceinte de l'église |
| Croix de Treuliec | Bignan                                                                            | R.D. 150                                                | 47° 52′ 21″ nord, 2° 46′ 45″ ouest               | « PA00091042 »                                   | Inscrit                                          | 1935                                                   | Croix de Treuliec |
| Dolmen de Kergonfalz | Bignan                                                                            | Lann-et-Bonne                                           | 47° 52′ 41″ nord, 2° 47′ 40″ ouest               | « PA00091044 »                                   | Classé                                           | 1969                                                   | Dolmen de Kergonfalz |
| Fontaine Saint-Éloi | Bignan                                                                            | Les Fontaines                                           | 47° 52′ 27″ nord, 2° 48′ 53″ ouest               | « PA00091045 »                                   | Inscrit                                          | 1944                                                   | Fontaine Saint-Éloi |
| Église Saint-Pierre-et-Saint-Paul avec sa sacristie, le mobilier qui y est intégré et son placître | Bignan                                                                            | Place de la Chouannerie                                 | 47° 52′ 47″ nord, 2° 46′ 22″ ouest               | « PA56000077 »                                   | Inscrit                                          | 2016                                                   | Image manquante Téléverser |
| Galerie de Tréhardet y compris les façades et toitures du logis secondaire | Bignan                                                                            | Tréhardet                                               | 47° 53′ 11″ nord, 2° 44′ 22″ ouest               | « PA00091809 »                                   | Inscrit                                          | 1989                                                   | Image manquante Téléverser |
| Croix Mal-Mise d'Eslan | Bréhan                                                                            |                                                         | 48° 04′ 00″ nord, 2° 41′ 10″ ouest               | « PA00091059 »                                   | Inscrit                                          | 1927                                                   | Croix Mal-Mise d'Eslan |
| Chapelle Sainte-Anne | Buléon                                                                            | Sainte-Anne-de-Buléon                                   | 47° 54′ 36″ nord, 2° 39′ 58″ ouest               | « PA00091062 »                                   | Inscrit                                          | 1925                                                   | Chapelle Sainte-Anne |
| Croix du cimetière | Buléon                                                                            | Le Bourg                                                | 47° 56′ 08″ nord, 2° 40′ 36″ ouest               | « PA00091063 »                                   | Inscrit                                          | 1934                                                   | Croix du cimetière |
| Fontaine Sainte-Anne | Buléon                                                                            | Saint-Anne                                              | 47° 54′ 35″ nord, 2° 39′ 58″ ouest               | « PA00091064 »                                   | Inscrit                                          | 1934                                                   | Fontaine Sainte-Anne |
| Chapelle Saint-Jean et ruines qui l'entourent | Campénéac                                                                         | Saint-Jean                                              | 47° 59′ 25″ nord, 2° 15′ 25″ ouest               | « PA00091071 »                                   | Inscrit                                          | 1946                                                   | Chapelle Saint-Jeanet ruines qui l'entourent |
| Château de Trécesson y compris la chapelle et le domaine (communs, colombier, pavillon de jardin, bergerie, grange et four à pain) | Campénéac                                                                         | Trécesson                                               | 47° 58′ 33″ nord, 2° 16′ 25″ ouest               | « PA00091072 »                                   | Inscrit Classé                                   | 2012 2014                                              | Château de Trécessony compris la chapelle et le domaine (communs, colombier, pavillon de jardin, bergerie, grange et four à pain) |
| Chapelle de Locmaria et son calvaire | La Chapelle-Neuve                                                                 | Locmaria                                                | 47° 50′ 57″ nord, 2° 57′ 22″ ouest               | « PA00091152 »                                   | Classé Inscrit                                   | 1935 1975                                              | Chapelle de Locmariaet son calvaire |
| Dolmen de Rode | La Chapelle-Neuve                                                                 | Forêt de Floranges                                      | 47° 50′ 21″ nord, 2° 56′ 48″ ouest               | « PA00091153 »                                   | Classé                                           | 1934                                                   | Dolmen de Rode |
| Église Notre-Dame-de-la-Fosse | La Chapelle-Neuve                                                                 | Place de l'Église                                       | 47° 51′ 54″ nord, 2° 56′ 30″ ouest               | « PA00091154 »                                   | Classé                                           | 1945                                                   | Église Notre-Dame-de-la-Fosse |
| Fontaine Notre Dame de la Fosse | La Chapelle-Neuve                                                                 | Place de la Fontaine                                    | 47° 51′ 52″ nord, 2° 56′ 31″ ouest               | « PA00091155 »                                   | Inscrit                                          | 1928                                                   | Fontaine Notre Dame de la Fosse |
| Chapelle Saint-André | Cléguérec                                                                         | Langlo                                                  | 48° 08′ 41″ nord, 3° 00′ 32″ ouest               | « PA00091158 »                                   | Inscrit                                          | 1977                                                   | Chapelle Saint-André |
| Chapelle de la Trinité et sa fontaine | Cléguérec                                                                         | La Trinité                                              | 48° 07′ 11″ nord, 3° 05′ 27″ ouest               | « PA00091159 »                                   | Inscrit                                          | 1973                                                   | Chapelle de la Trinitéet sa fontaine |
| Sépulture mégalithique de Bod-er-Mohed | Cléguérec                                                                         | Bot-er-Mohed                                            | 48° 09′ 41″ nord, 3° 03′ 45″ ouest               | « PA00091160 »                                   | Inscrit                                          | 1984                                                   | Sépulture mégalithique de Bod-er-Mohed |
| Château de Comper y compris enceinte, cour, digue et douves | Concoret                                                                          | Comper                                                  | 48° 04′ 12″ nord, 2° 10′ 22″ ouest               | « PA56000001 »                                   | Inscrit                                          | 1996                                                   | Château de Compery compris enceinte, cour, digue et douves |
| Église Saint-Jean-Baptiste | Le Croisty                                                                        | Le Bourg                                                | 48° 03′ 52″ nord, 3° 21′ 49″ ouest               | « PA00091169 »                                   | Inscrit                                          | 1984                                                   | Église Saint-Jean-Baptiste |
| Chapelle Saint-Maudé | La Croix-Helléan                                                                  | Saint-Maudé                                             | 47° 57′ 02″ nord, 2° 29′ 10″ ouest               | « PA00091170 »                                   | Inscrit                                          | 1925                                                   | Chapelle Saint-Maudé |
| Croix de Belon | La Croix-Helléan                                                                  | Chemin rural de Belon                                   | 47° 57′ 07″ nord, 2° 29′ 57″ ouest               | « PA00091171 »                                   | Inscrit                                          | 1935                                                   | Croix de Belon |
| Croix de la Brassée | La Croix-Helléan                                                                  | Le Bourg                                                | 47° 57′ 27″ nord, 2° 30′ 07″ ouest               | « PA00091173 »                                   | Inscrit                                          | 1927                                                   | Croix de la Brassée |
| Croix de la Ville-Côte | La Croix-Helléan                                                                  | La Ville Cotto                                          | 47° 56′ 54″ nord, 2° 29′ 52″ ouest               | « PA00091172 »                                   | Inscrit                                          | 1935                                                   | Croix de la Ville-Côte |
| Château des Timbrieux Façades et chapelle | Cruguel                                                                           | Les Timbrieux                                           | 47° 52′ 11″ nord, 2° 35′ 03″ ouest               | « PA00091174 »                                   | Inscrit                                          | 1925                                                   | Château des TimbrieuxFaçades et chapelle |
| Fontaine de Saint-Brieuc avec son lavoir-piscine | Cruguel                                                                           | Le Bourg                                                | 47° 52′ 45″ nord, 2° 35′ 45″ ouest               | « PA00091175 »                                   | Inscrit                                          | 1935                                                   | Fontaine de Saint-Brieucavec son lavoir-piscine |
| Maison Façades et toitures | Cruguel                                                                           | Rue du Souvenir                                         | 47° 52′ 45″ nord, 2° 35′ 47″ ouest               | « PA56000002 »                                   | Inscrit                                          | 1996                                                   | MaisonFaçades et toitures |
| Maison à la Ville au Lau Façades et toitures | Cruguel                                                                           | La Ville au Lau                                         | 47° 52′ 53″ nord, 2° 37′ 16″ ouest               | « PA56000003 »                                   | Inscrit                                          | 1996                                                   | Maison à la Ville au LauFaçades et toitures |
| Moulin à vent des Timbrieux | Cruguel                                                                           |                                                         | 47° 52′ 34″ nord, 2° 34′ 47″ ouest               | « PA56000004 »                                   | Classé                                           | 1996                                                   | Moulin à vent des Timbrieux |
| Calvaire de Remungol | Évellys                                                                           | Rue de l'Église Remungol                                | 47° 55′ 59″ nord, 2° 54′ 00″ ouest               | « PA00091634 »                                   | Classé                                           | 1930                                                   | Calvaire de Remungol |
| Fontaine Sainte-Julitte et son enceinte | Évellys                                                                           | Rue de l'Église Remungol                                | 47° 55′ 59″ nord, 2° 53′ 59″ ouest               | « PA00091635 »                                   | Inscrit                                          | 1934                                                   | Fontaine Sainte-Julitteet son enceinte |
| Chapelle Sainte-Barbe et la maison du garde | Le Faouët                                                                         | Sainte-Barbe                                            | 48° 02′ 33″ nord, 3° 28′ 48″ ouest               | « PA00091189 »                                   | Classé Inscrit                                   | 1906 1928                                              | Chapelle Sainte-Barbeet la maison du garde |
| Chapelle Saint-Fiacre | Le Faouët                                                                         | Saint-Fiacre                                            | 48° 00′ 51″ nord, 3° 29′ 13″ ouest               | « PA00091190 »                                   | Classé                                           | 1889                                                   | Chapelle Saint-Fiacre |
| Chapelle Saint-Jean et son placître | Le Faouët                                                                         | Saint-Jean                                              | 48° 03′ 56″ nord, 3° 30′ 41″ ouest               | « PA00091191 »                                   | Inscrit                                          | 1944                                                   | Chapelle Saint-Jeanet son placître |
| Chapelle Saint-Sébastien | Le Faouët                                                                         | Saint-Sébastien                                         | 48° 04′ 00″ nord, 3° 28′ 46″ ouest               | « PA00091192 »                                   | Classé                                           | 1934                                                   | Chapelle Saint-Sébastien |
| Couvent des Ursulines Chapelle et portail nord | Le Faouët                                                                         |                                                         | 48° 01′ 54″ nord, 3° 29′ 26″ ouest               | « PA00091193 »                                   | Inscrit                                          | 1987                                                   | Couvent des UrsulinesChapelle et portail nord |
| Église Notre-Dame-de-l'Assomption Clocher, porche sud et ossuaire | Le Faouët                                                                         |                                                         | 48° 01′ 54″ nord, 3° 29′ 09″ ouest               | « PA00091194 »                                   | Inscrit                                          | 1933                                                   | Église Notre-Dame-de-l'AssomptionClocher, porche sud et ossuaire |
| Halles | Le Faouët                                                                         | Place Bellanger                                         | 48° 01′ 58″ nord, 3° 29′ 22″ ouest               | « PA00091195 »                                   | Classé                                           | 1914                                                   | Halles |
| Maison Deux lucarnes du XVIIe siècle | Le Faouët                                                                         | 15 Rue Victor Robic                                     | 48° 01′ 55″ nord, 3° 29′ 23″ ouest               | « PA00091196 »                                   | Inscrit                                          | 1934                                                   | MaisonDeux lucarnes du XVIIe siècle |
| Maison Pierre sculptée datée de 1436 encastrée dans le mur | Le Faouët                                                                         | Saint-Fiacre                                            | 48° 00′ 50″ nord, 3° 29′ 13″ ouest               | « PA00091197 »                                   | Inscrit                                          | 1928                                                   | MaisonPierre sculptée datée de 1436 encastrée dans le mur |
| Calvaire | Forges de Lanouée                                                                 | Pomeleuc Lanouée                                        | 47° 58′ 43″ nord, 2° 37′ 24″ ouest               | « PA00091346 »                                   | Inscrit                                          | 1927                                                   | Calvaire |
| Château des Forges de Lanouée y compris logis, bâtiments encadrant la cour dits « L'Ambulance » et « La Petite maison » maison du contremaître, chapelle, maisons de la cité ouvrière, usine hydroélectrique, maison du gardien corps de ferme (maison d'habitation, chenil et bâtiments d'exploitation), jardins réguliers, bassin et nymphée | Forges de Lanouée                                                                 | Les Forges                                              | 48° 01′ 08″ nord, 2° 39′ 00″ ouest               | « PA56000065 »                                   | Inscrit                                          | 2007                                                   | Château des Forges de Lanouéey compris logis, bâtiments encadrant la cour dits « L'Ambulance » et « La Petite maison »maison du contremaître, chapelle, maisons de la cité ouvrière, usine hydroélectrique, maison du gardiencorps de ferme (maison d'habitation, chenil et bâtiments d'exploitation), jardins réguliers, bassin et nymphée |
| Croix de cimetière | Forges de Lanouée                                                                 | Les Gatais Lanouée                                      | 48° 00′ 09″ nord, 2° 35′ 14″ ouest               | « PA00091347 »                                   | Inscrit                                          | 1946                                                   | Croix de cimetière |
| Croix des prêtres | Forges de Lanouée                                                                 | Le Tertre Lanouée                                       | 48° 00′ 46″ nord, 2° 34′ 19″ ouest               | « PA56000008 »                                   | Inscrit                                          | 1996                                                   | Croix des prêtres |
| Église Saint-Pierre | Forges de Lanouée                                                                 | Place de l'Église Lanouée                               | 48° 00′ 09″ nord, 2° 34′ 57″ ouest               | « PA00091348 »                                   | Inscrit                                          | 1963                                                   | Église Saint-Pierre |
| Forges de Lanouée Haut-fourneau | Forges de Lanouée                                                                 | Les Forges                                              | 48° 01′ 05″ nord, 2° 38′ 57″ ouest               | « PA56000056 »                                   | Inscrit                                          | 2003                                                   | Forges de LanouéeHaut-fourneau |
| Maison Façades et toitures | Forges de Lanouée                                                                 | Le Coudray Le Tre de Bois Lanouée                       | 47° 59′ 17″ nord, 2° 32′ 16″ ouest               | « PA56000009 »                                   | Inscrit                                          | 1996                                                   | MaisonFaçades et toitures |
| Manoir de la Cour Façades et toitures | Gourhel                                                                           | 6 rue Saint-Samson                                      | 47° 56′ 21″ nord, 2° 21′ 41″ ouest               | « PA00091204 »                                   | Inscrit                                          | 1991                                                   | Manoir de la CourFaçades et toitures |
| Allée couverte de Minguionnet | Gourin                                                                            | Er-Goat                                                 | 48° 04′ 45″ nord, 3° 36′ 54″ ouest               | « PA00091205 »                                   | Classé                                           | 1970                                                   | Allée couverte de Minguionnet |
| Chapelle Saint-Hervé | Gourin                                                                            | Saint-Hervé                                             | 48° 09′ 47″ nord, 3° 34′ 28″ ouest               | « PA00091206 »                                   | Classé                                           | 1922                                                   | Chapelle Saint-Hervé |
| Chapelle Saint-Nicolas | Gourin                                                                            | Saint-Nicolas                                           | 48° 09′ 23″ nord, 3° 32′ 50″ ouest               | « PA00091207 »                                   | Inscrit                                          | 1925                                                   | Chapelle Saint-Nicolas |
| Église Saint-Pierre-et-Saint-Paul | Gourin                                                                            | Place de l'Église                                       | 48° 08′ 21″ nord, 3° 36′ 30″ ouest               | « PA00091208 »                                   | Inscrit                                          | 1925                                                   | Église Saint-Pierre-et-Saint-Paul |
| Manoir de Kerbiquet Puits du XVIe siècle situé dans la cour | Gourin                                                                            | Kerbiquet                                               | 48° 05′ 50″ nord, 3° 38′ 30″ ouest               | « PA00091209 »                                   | Inscrit                                          | 1934                                                   | Manoir de KerbiquetPuits du XVIe siècle situé dans la cour |
| Manoir de Menguionnet et calvaire marquant l'entrée de l'allée à l'exclusion de la maison de 1858 | Gourin                                                                            | Minguionnet                                             | 48° 04′ 56″ nord, 3° 36′ 49″ ouest               | « PA56000020 »                                   | Inscrit                                          | 1999                                                   | Manoir de Menguionnetet calvaire marquant l'entrée de l'alléeà l'exclusion de la maison de 1858 |
| Menhir de Kerbiguet-Lann | Gourin                                                                            | Lanner-Bruc-Du                                          | 48° 05′ 48″ nord, 3° 40′ 25″ ouest               | « PA00091210 »                                   | Classé                                           | 1969                                                   | Image manquante Téléverser |
| Ossuaire | Gourin                                                                            | Place de l'Église                                       | 48° 08′ 22″ nord, 3° 36′ 28″ ouest               | « PA00091211 »                                   | Inscrit                                          | 1930                                                   | Ossuaire |
| Chapelle de Trégranteur | Guégon                                                                            | Trégranteur                                             | 47° 54′ 03″ nord, 2° 32′ 42″ ouest               | « PA00091226 »                                   | Inscrit                                          | 1925                                                   | Chapelle de Trégranteur |
| Château de Trégranteur et son parc | Guégon                                                                            | Trégranteur                                             | 47° 54′ 09″ nord, 2° 32′ 51″ ouest               | « PA00091227 »                                   | Classé Inscrit                                   | 1943 1947                                              | Château de Trégranteuret son parc |
| Calvaire et tympan de Coët-Bugat | Guégon                                                                            | Coët Bugat                                              | 47° 54′ 05″ nord, 2° 34′ 31″ ouest               | « PA00091228 »                                   | Inscrit                                          | 1933 1935                                              | Calvaire et tympan de Coët-Bugat |
| Colonne de justice de Trégranteur | Guégon                                                                            | Trégranteur                                             | 47° 54′ 04″ nord, 2° 32′ 42″ ouest               | « PA00091229 »                                   | Inscrit                                          | 1928                                                   | Colonne de justice de Trégranteur |
| Croix de Camfroux | Guégon                                                                            | Camfroux                                                | 47° 57′ 55″ nord, 2° 37′ 53″ ouest               | « PA00091230 »                                   | Inscrit                                          | 1927                                                   | Croix de Camfroux |
| Croix Forhan | Guégon                                                                            | La Châtaigneraie                                        | 47° 56′ 59″ nord, 2° 37′ 32″ ouest               | « PA00091231 »                                   | Inscrit                                          | 1937                                                   | Croix Forhan |
| Église Saint-Pierre-et-Saint-Paul | Guégon                                                                            | Place du Général-de-Gaulle                              | 47° 56′ 20″ nord, 2° 33′ 55″ ouest               | « PA00091232 »                                   | Classé                                           | 1965                                                   | Église Saint-Pierre-et-Saint-Paul |
| Manoir du Val au Houx y compris ses dépendances, le four à pain et le mur de clôture | Guégon                                                                            | Le Val au Houx                                          | 47° 55′ 50″ nord, 2° 32′ 24″ ouest               | « PA56000005 »                                   | Inscrit                                          | 1996                                                   | Manoir du Val au Houxy compris ses dépendances, le four à pain et le mur de clôture |
| Calvaire | Guéhenno                                                                          | Le Bourg                                                | 47° 53′ 30″ nord, 2° 38′ 20″ ouest               | « PA00091233 »                                   | Inscrit                                          | 1927                                                   | Calvaire |
| Calvaire et ossuaire du cimetière et croix du XVIe siècle | Guéhenno                                                                          | Cimetière                                               | 47° 53′ 29″ nord, 2° 38′ 22″ ouest               | « PA00091234 »                                   | Classé Inscrit                                   | 1924 1927                                              | Calvaire et ossuaire du cimetière et croix du XVIe siècle |
| Croix du Mont | Guéhenno                                                                          | Le Mont                                                 | 47° 53′ 08″ nord, 2° 38′ 20″ ouest               | « PA00091235 »                                   | Inscrit                                          | 1927                                                   | Croix du Mont |
| Croix de la Ville Martel | Guéhenno                                                                          | Route de Guégon entre la Ville-Martel et la Ville-Sotte | 47° 54′ 02″ nord, 2° 37′ 37″ ouest               | « PA00091236 »                                   | Inscrit                                          | 1935                                                   | Croix de la Ville Martel |
| Église Saint-Pierre-et-Saint-Jean-Baptiste Pignon sud de la sacristie | Guéhenno                                                                          | Le Bourg                                                | 47° 53′ 31″ nord, 2° 38′ 21″ ouest               | « PA00091237 »                                   | Inscrit                                          | 1928                                                   | Église Saint-Pierre-et-Saint-Jean-BaptistePignon sud de la sacristie |
| Manoir de Le May | Guéhenno                                                                          | Le May                                                  | 47° 54′ 21″ nord, 2° 36′ 59″ ouest               | « PA00091238 »                                   | Classé Inscrit                                   | 1993                                                   | Manoir de Le May |
| Château Porte du XVe siècle Anciennes étuves du château dites « les Bains de la Reine » | Guémené-sur-Scorff                                                                | Rue du Château                                          | 48° 04′ 02″ nord, 3° 12′ 28″ ouest               | « PA00091239 »                                   | Inscrit                                          | 1925 2016                                              | Château Porte du XVe siècleAnciennes étuves du château dites « les Bains de la Reine » |
| Maison Façade et toiture | Guémené-sur-Scorff                                                                | 1 rue Émile-Mazé                                        | 48° 04′ 06″ nord, 3° 12′ 16″ ouest               | « PA00091240 »                                   | Inscrit                                          | 1935                                                   | MaisonFaçade et toiture |
| Hôtel des Princes | Guémené-sur-Scorff                                                                | 14 rue Joseph-Pérès                                     | 48° 04′ 04″ nord, 3° 12′ 24″ ouest               | « PA56000078 »                                   | Inscrit                                          | 2016                                                   | Hôtel des Princes |
| Relais de diligence de Guémené-sur-Scorff, dit aussi ancien hôtel de la Croix blanche. | Guémené-sur-Scorff                                                                | 14-16 rue Bisson                                        | 48° 04′ 05″ nord, 3° 12′ 20″ ouest               | « PA56000091 »                                   | Inscrit                                          | 10 juin 2020                                           | Relais de diligence de Guémené-sur-Scorff, dit aussi ancien hôtel de la Croix blanche. |
| Chapelle Notre-Dame-de-Manéguen y compris le placître, le mur de clôture et la fontaine | Guénin                                                                            | Manéguen                                                | 47° 54′ 59″ nord, 2° 57′ 14″ ouest               | « PA00091241 »                                   | Classé Inscrit                                   | 1963                                                   | Chapelle Notre-Dame-de-Manégueny compris le placître, le mur de clôture et la fontaine |
| Calvaire de l'église | Guénin                                                                            | Le Bourg                                                | 47° 54′ 27″ nord, 2° 58′ 52″ ouest               | « PA00091242 »                                   | Inscrit                                          | 1925                                                   | Calvaire de l'église |
| Croix de Kerofret | Guénin                                                                            | Kérauffret                                              | 47° 54′ 13″ nord, 2° 59′ 19″ ouest               | « PA00091243 »                                   | Inscrit                                          | 1937                                                   | Croix de Kerofret |
| Calvaire et colonnes de Locmeltro (dites bornes milliaires) | Guern                                                                             | Locmeltro                                               | 48° 02′ 49″ nord, 3° 08′ 44″ ouest               | « PA00091248 »                                   | Inscrit                                          | 1946                                                   | Calvaire et colonnes de Locmeltro (dites bornes milliaires) |
| Chapelle Saint-Meldéoc de Locmeltro | Guern                                                                             | Locmeltro                                               | 48° 02′ 49″ nord, 3° 08′ 44″ ouest               | « PA00091249 »                                   | Inscrit                                          | 1976                                                   | Chapelle Saint-Meldéoc de Locmeltro |
| Croix de cimetière | Guern                                                                             | Le Bourg                                                | 48° 01′ 48″ nord, 3° 05′ 18″ ouest               | « PA00091250 »                                   | Inscrit                                          | 1937                                                   | Croix de cimetière |
| Basilique Notre-Dame-de-Quelven y compris la fontaine et la Scala Sancta | Guern                                                                             | Quelven                                                 | 48° 01′ 47″ nord, 3° 03′ 47″ ouest               | « PA00091251 »                                   | Classé                                           | 1840 2014                                              | Basilique Notre-Dame-de-Quelveny compris la fontaine et la Scala Sancta |
| Fontaine de Locmeltro | Guern                                                                             | Locmeltro                                               | 48° 02′ 48″ nord, 3° 08′ 44″ ouest               | « PA00091252 »                                   | Classé                                           | 1976                                                   | Fontaine de Locmeltro |
| Manoir de Menorval Porte d'entrée | Guern                                                                             | Ménorval                                                | 48° 01′ 43″ nord, 3° 07′ 37″ ouest               | « PA00091253 »                                   | Inscrit                                          | 1950                                                   | Manoir de MenorvalPorte d'entrée |
| Abbaye de Saint-Jean-des-Prés Façades et toitures des bâtiments du XVIIe siècle, du corps de logis principal et de l'aile en retour d'équerre Mur de clôture ; portail d'entrée ; intérieurs ; deux escaliers intérieurs | Guillac                                                                           | Saint-Jean des Prés                                     | 47° 56′ 39″ nord, 2° 32′ 20″ ouest               | « PA00091260 »                                   | Classé Inscrit                                   | 1998                                                   | Abbaye de Saint-Jean-des-PrésFaçades et toitures des bâtiments du XVIIe siècle, du corps de logis principal et de l'aile en retour d'équerreMur de clôture ; portail d'entrée ; intérieurs ; deux escaliers intérieurs |
| Croix de cimetière | Guillac                                                                           | Le Bourg                                                | 47° 54′ 52″ nord, 2° 27′ 59″ ouest               | « PA00091261 »                                   | Inscrit                                          | 1927                                                   | Croix de cimetière |
| Colonne des Trente | Guillac                                                                           | Enclos de la Pyramide                                   | 47° 56′ 15″ nord, 2° 29′ 13″ ouest               | « PA00091266 »                                   | Inscrit                                          | 1933                                                   | Colonne des Trente |
| Croix du Hambot | Guillac                                                                           | Les Carrières                                           | 47° 54′ 46″ nord, 2° 26′ 48″ ouest               | « PA00091262 »                                   | Inscrit                                          | 1929                                                   | Croix du Hambot |
| Croix de la Brassée | Guillac                                                                           | La Brassée                                              | 47° 54′ 57″ nord, 2° 27′ 50″ ouest               | « PA00091265 »                                   | Inscrit                                          | 1929                                                   | Croix de la Brassée |
| Croix de la Lande du Temple | Guillac                                                                           | La Lande du temple                                      | 47° 54′ 30″ nord, 2° 27′ 20″ ouest               | « PA00091264 »                                   | Inscrit                                          | 1929                                                   | Croix de la Lande du Temple |
| Croix de La Ville Méno | Guillac                                                                           | La Ville-Meno                                           | 47° 55′ 22″ nord, 2° 29′ 09″ ouest               | « PA00091263 »                                   | Inscrit                                          | 1929                                                   | Croix de La Ville Méno |
| Fontaine Saint-Bertin | Guillac                                                                           | Saint-Bertin                                            | 47° 54′ 34″ nord, 2° 28′ 46″ ouest               | « PA00091267 »                                   | Inscrit                                          | 1929                                                   | Fontaine Saint-Bertin |
| Calvaire à l'exception de la croix moderne | Guiscriff                                                                         |                                                         | 48° 02′ 55″ nord, 3° 38′ 42″ ouest               | « PA00091268 »                                   | Inscrit                                          | 1931                                                   | Calvaireà l'exception de la croix moderne |
| Chapelle Saint-Antoine | Guiscriff                                                                         |                                                         | 48° 00′ 47″ nord, 3° 35′ 44″ ouest               | « PA00091269 »                                   | Inscrit                                          | 1937                                                   | Chapelle Saint-Antoine |
| Chapelle Saint-Éloi | Guiscriff                                                                         | Saint-Eloi                                              | 47° 59′ 05″ nord, 3° 37′ 34″ ouest               | « PA00091270 »                                   | Inscrit                                          | 1925                                                   | Chapelle Saint-Éloi |
| Chapelle Saint-Maudé | Guiscriff                                                                         | Saint-Maudé                                             | 48° 03′ 12″ nord, 3° 36′ 22″ ouest               | « PA00091271 »                                   | Inscrit                                          | 1925                                                   | Chapelle Saint-Maudé |
| Dolmen de Kerviniou | Guiscriff                                                                         | Kerviniou                                               | 48° 01′ 01″ nord, 3° 37′ 19″ ouest               | « PA00091273 » « PA00091272 »                    | Classé Classé                                    | 1930 1934                                              | Dolmen de Kerviniou |
| Église Saint-Pierre-Saint-Paul | Guiscriff                                                                         | Le Bourg                                                | 48° 02′ 55″ nord, 3° 38′ 40″ ouest               | « PA00091274 »                                   | Inscrit                                          | 1931                                                   | Église Saint-Pierre-Saint-Paul |
| Tumulus de l'Hermitage | Guiscriff                                                                         | Rue de la Source                                        | 48° 02′ 39″ nord, 3° 38′ 42″ ouest               | « PA00091275 »                                   | Classé                                           | 1957                                                   | Tumulus de l'Hermitage |
| Croix de Penlan | Helléan                                                                           | La Croix de Penlan                                      | 47° 57′ 44″ nord, 2° 28′ 41″ ouest               | « PA00091276 »                                   | Inscrit                                          | 1935                                                   | Croix de Penlan |
| Château | Josselin                                                                          | Rohan                                                   | 47° 57′ 08″ nord, 2° 32′ 50″ ouest               | « PA00091310 »                                   | Classé                                           | 1928                                                   | Château |
| Calvaire de la chapelle Sainte-Croix | Josselin                                                                          | Rue de la Chapelle                                      | 47° 57′ 06″ nord, 2° 33′ 05″ ouest               | « PA00091311 »                                   | Inscrit                                          | 1928                                                   | Calvaire de la chapelle Sainte-Croix |
| Deux maisons Rez-de-chaussée des façades. Façades déposées et remontées square de Tard en 1936 | Josselin                                                                          |                                                         | 47° 57′ 16″ nord, 2° 32′ 48″ ouest               | « PA00091321 »                                   | Inscrit                                          | 1929                                                   | Deux maisonsRez-de-chaussée des façades. Façades déposées et remontées square de Tard en 1936>Base MediatheK |
| Deux maisons en pans de bois | Josselin                                                                          | 5, 7 rue des Trente                                     | 47° 57′ 11″ nord, 2° 32′ 50″ ouest               | « PA00091323 »                                   | Inscrit                                          | 1935                                                   | Deux maisons en pans de bois |
| Basilique Notre-Dame-du-Roncier y compris la clôture du chœur et les deux piscines du XVe siècle | Josselin                                                                          | Place Notre-Dame                                        | 47° 57′ 13″ nord, 2° 32′ 52″ ouest               | « PA00091312 »                                   | Inscrit Classé                                   | 1927 2020                                              | Basilique Notre-Dame-du-Ronciery compris la clôture du chœur et les deux piscines du XVe siècle |
| Chapelle Sainte-Croix | Josselin                                                                          | Rue de la Chapelle                                      | 47° 57′ 05″ nord, 2° 33′ 06″ ouest               | « PA00091313 »                                   | Inscrit                                          | 1975                                                   | Chapelle Sainte-Croix |
| Église Saint-Martin | Josselin                                                                          |                                                         | 47° 57′ 25″ nord, 2° 33′ 00″ ouest               | « PA56000057 »                                   | Inscrit                                          | 2003                                                   | Église Saint-Martin |
| Fontaine de la Vierge, dite Fontaine Miraculeuse ou Notre-Dame-du-Roncier | Josselin                                                                          | Chemin de la Fontaine                                   | 47° 57′ 11″ nord, 2° 32′ 25″ ouest               | « PA00091314 »                                   | Inscrit                                          | 1928                                                   | Fontaine de la Vierge, dite Fontaine Miraculeuse ou Notre-Dame-du-Roncier |
| Hôtel | Josselin                                                                          | 4 rue Olivier-de-Clisson                                | 47° 57′ 14″ nord, 2° 32′ 51″ ouest               | « PA56000007 »                                   | Inscrit                                          | 1996                                                   | Hôtel |
| Hôtel d'Aumont | Josselin                                                                          | 6 rue des Devins                                        | 47° 57′ 21″ nord, 2° 32′ 54″ ouest               | « PA56000062 »                                   | Inscrit                                          | 2007                                                   | Hôtel d'Aumont |
| Immeuble Façade sur rue et toiture | Josselin                                                                          | 3 rue des Devins                                        | 47° 57′ 20″ nord, 2° 32′ 54″ ouest               | « PA00091315 »                                   | Inscrit                                          | 1944                                                   | ImmeubleFaçade sur rue et toiture |
| Mail | Josselin                                                                          | Place de la Résistance                                  | 47° 57′ 19″ nord, 2° 32′ 46″ ouest               | « PA56000006 »                                   | Inscrit                                          | 1996                                                   | Mail |
| Maison Façade et toiture | Josselin                                                                          | 3 rue Georges-Le-Berd                                   | 47° 57′ 18″ nord, 2° 32′ 52″ ouest               | « PA00091317 »                                   | Inscrit                                          | 1933                                                   | MaisonFaçade et toiture |
| Maison Façade sur rue et toiture | Josselin                                                                          | 4 place de la Résistance                                | 47° 57′ 20″ nord, 2° 32′ 53″ ouest               | « PA00091322 »                                   | Inscrit                                          | 1944                                                   | MaisonFaçade sur rue et toiture |
| Maison Façades et toitures | Josselin                                                                          | Place Notre-Dame Rue Olivier-de-Clisson                 | 47° 57′ 13″ nord, 2° 32′ 52″ ouest               | « PA00091318 »                                   | Inscrit                                          | 1931                                                   | MaisonFaçades et toitures |
| Maison Façade sur rue et toiture | Josselin                                                                          | 3 rue Glatinier                                         | 47° 57′ 12″ nord, 2° 32′ 58″ ouest               | « PA00091316 »                                   | Inscrit                                          | 1944                                                   | MaisonFaçade sur rue et toiture |
| Maison Morice Façade sur rue et toitures | Josselin                                                                          | 21 rue Olivier-de-Clisson                               | 47° 57′ 16″ nord, 2° 32′ 52″ ouest               | « PA00091320 »                                   | Inscrit Classé                                   | 1933 1939                                              | Maison MoriceFaçade sur rue et toitures |
| Maison à pans de bois Façade sur rue et toiture correspondante | Josselin                                                                          | 34 rue des Trente                                       | 47° 57′ 12″ nord, 2° 32′ 50″ ouest               | « PA00091324 »                                   | Inscrit                                          | 1963                                                   | Maison à pans de boisFaçade sur rue et toiture correspondante |
| Maisons Façades et toitures | Josselin                                                                          | 27 rue Olivier-de-Clisson                               | 47° 57′ 16″ nord, 2° 32′ 52″ ouest               | « PA00091319 »                                   | Inscrit                                          | 1931                                                   | MaisonsFaçades et toitures |
| Croix de cimetière | Kernascléden                                                                      | Le Bourg                                                | 48° 00′ 32″ nord, 3° 19′ 10″ ouest               | « PA00091326 »                                   | Inscrit                                          | 1925                                                   | Croix de cimetière |
| Église Notre-Dame | Kernascléden                                                                      | Le Bourg                                                | 48° 00′ 25″ nord, 3° 19′ 12″ ouest               | « PA00091325 »                                   | Classé                                           | 1857                                                   | Église Notre-Dame |
| Église Saint-Barnabé | Langoëlan                                                                         | Le Bourg                                                | 48° 07′ 19″ nord, 3° 14′ 05″ ouest               | « PA00091333 »                                   | Inscrit                                          | 1925                                                   | Église Saint-Barnabé |
| Abbaye Notre-Dame Salle capitulaire | Langonnet                                                                         |                                                         | 48° 06′ 18″ nord, 3° 25′ 58″ ouest               | « PA00091334 »                                   | Inscrit                                          | 1928                                                   | Abbaye Notre-DameSalle capitulaire |
| Chapelle Neuve et sa fontaine | Langonnet                                                                         | La Chapelle Neuve                                       | 48° 06′ 05″ nord, 3° 30′ 59″ ouest               | « PA00091335 »                                   | Inscrit                                          | 1973 1974                                              | Chapelle Neuveet sa fontaine |
| Chapelle Saint-Germain Façade et clocher | Langonnet                                                                         | Saint-Germain                                           | 48° 06′ 01″ nord, 3° 28′ 55″ ouest               | « PA00091336 »                                   | Inscrit                                          | 1934                                                   | Chapelle Saint-GermainFaçade et clocher |
| Calvaire du cimetière | Langonnet                                                                         | Le Bourg                                                | 48° 06′ 15″ nord, 3° 29′ 32″ ouest               | « PA00091337 »                                   | Inscrit                                          | 1928                                                   | Calvaire du cimetière |
| Église Saint-Pierre-et-Saint-Paul | Langonnet                                                                         | Le Bourg                                                | 48° 06′ 15″ nord, 3° 29′ 31″ ouest               | « PA00091338 »                                   | Classé                                           | 1980                                                   | Église Saint-Pierre-et-Saint-Paul |
| Église de la Trinité | Langonnet                                                                         | La Trinité                                              | 48° 09′ 43″ nord, 3° 27′ 08″ ouest               | « PA00091339 »                                   | Classé                                           | 1980                                                   | Église de la Trinité |
| Fontaine de la Trinité-Bezver et son enceinte | Langonnet                                                                         | Trinité                                                 | 48° 09′ 45″ nord, 3° 26′ 56″ ouest               | « PA00091340 »                                   | Inscrit                                          | 1935                                                   | Fontaine de la Trinité-Bezveret son enceinte |
| Manoir de Kermain Façades et toitures, à l'exclusion des communs | Langonnet                                                                         | Kermain                                                 | 48° 06′ 29″ nord, 3° 26′ 51″ ouest               | « PA00091341 »                                   | Inscrit                                          | 1980                                                   | Manoir de KermainFaçades et toitures, à l'exclusion des communs |
| Motte de Kermain y compris les fossés | Langonnet                                                                         | Kermain                                                 | 48° 06′ 34″ nord, 3° 26′ 57″ ouest               | « PA00135359 »                                   | Inscrit                                          | 1995                                                   | Motte de Kermainy compris les fossés |
| Tumulus de Kermain | Langonnet                                                                         | Kermain                                                 | 48° 06′ 31″ nord, 3° 27′ 17″ ouest               | « PA00091342 »                                   | Classé                                           | 1946                                                   | Tumulus de Kermain |
| Maison Porte datée de 1568 | Lantillac                                                                         | Rue des Sentiers Rue du Manoir                          | 47° 57′ 31″ nord, 2° 38′ 57″ ouest               | « PA00091349 »                                   | Inscrit                                          | 1934                                                   | MaisonPorte datée de 1568 |
| Chapelle de la Trinité | Lanvénégen                                                                        |                                                         | 47° 59′ 29″ nord, 3° 34′ 18″ ouest               | « PA00091353 »                                   | Inscrit                                          | 1948                                                   | Chapelle de la Trinité |
| Chapelle Saint-Urlo et sa fontaine | Lanvénégen                                                                        | Saint-Urlo                                              | 48° 01′ 08″ nord, 3° 32′ 43″ ouest               | « PA00091354 »                                   | Classé                                           | 1932                                                   | Chapelle Saint-Urloet sa fontaine |
| Église Saint-Conogan Chevet | Lanvénégen                                                                        |                                                         | 47° 59′ 53″ nord, 3° 32′ 32″ ouest               | « PA00091355 »                                   | Inscrit                                          | 1925                                                   | Église Saint-ConoganChevet |
| Manoir de Saint-Quijeau Corps de logis ; ruines de la chapelle ; élévations et toitures des communs est et ouest Murs de clôture ; portail d'entrée et puits | Lanvénégen                                                                        | Saint-Quijeau                                           | 47° 59′ 24″ nord, 3° 31′ 20″ ouest               | « PA56000017 »                                   | Inscrit                                          | 1998                                                   | Manoir de Saint-QuijeauCorps de logis ; ruines de la chapelle ; élévations et toitures des communs est et ouestMurs de clôture ; portail d'entrée et puits |
| Chapelle Saint-Yves Clocher et pignon ouest | Lignol                                                                            | Saint-Yves                                              | 48° 00′ 43″ nord, 3° 15′ 45″ ouest               | « PA00091363 »                                   | Inscrit                                          | 1925                                                   | Chapelle Saint-YvesClocher et pignon ouest |
| Château du Coscro Façades et toitures du château et des quatre pavillons ; escalier intérieur du château Verger, cour d'honneur, potager, terrasse et grand jardin, grande allée, bois de haute futaie et fontaine | Lignol                                                                            | Le Coscro                                               | 48° 01′ 35″ nord, 3° 14′ 13″ ouest               | « PA00091364 »                                   | Inscrit                                          | 1972 1997                                              | Château du CoscroFaçades et toitures du château et des quatre pavillons ; escalier intérieur du châteauVerger, cour d'honneur, potager, terrasse et grand jardin, grande allée, bois de haute futaie et fontaine |
| Manoir de Kerduel Façades et toitures | Lignol                                                                            | Kerduel                                                 | 48° 03′ 15″ nord, 3° 13′ 45″ ouest               | « PA00091365 »                                   | Inscrit                                          | 1989                                                   | Manoir de KerduelFaçades et toitures |
| Chapelle de Kerlenat | Locmalo                                                                           | Kerlenat                                                | 48° 02′ 00″ nord, 3° 10′ 36″ ouest               | « PA00091374 »                                   | Inscrit                                          | 1974                                                   | Chapelle de Kerlenat |
| Croix de cimetière | Locmalo                                                                           | Le Bourg                                                | 48° 04′ 19″ nord, 3° 11′ 09″ ouest               | « PA00091375 »                                   | Inscrit                                          | 1935                                                   | Croix de cimetière |
| Domaine de Ménoray Logis, chapelle Saint-Joseph, pavillon du jardinier, pavillon de chasse et colombier en totalité Quatre bassins, façades et toitures des autres communs, menhir coupé en deux Rabines, allées cavalières, murs de soutènement, pavages et balustrades qui composent le parc et les cours | Locmalo                                                                           | Ménoray                                                 | 48° 04′ 37″ nord, 3° 09′ 35″ ouest               | « PA56000142 »                                   | Inscrit                                          | 2024                                                   | Domaine de MénorayLogis, chapelle Saint-Joseph, pavillon du jardinier, pavillon de chasse et colombier en totalitéQuatre bassins, façades et toitures des autres communs, menhir coupé en deuxRabines, allées cavalières, murs de soutènement, pavages et balustrades qui composent le parc et les cours                                    |
| Église Saint-Malo avec le sol d'assiette de son placître | Locmalo                                                                           | Rue Jean Le Bris                                        | 48° 04′ 19″ nord, 3° 11′ 08″ ouest               | « PA56000087 »                                   | Inscrit                                          | 2019                                                   | Église Saint-Maloavec le sol d'assiette de son placître |
| Fontaine de Longueville | Locmalo                                                                           | Longueville                                             | 48° 03′ 15″ nord, 3° 12′ 47″ ouest               | « PA00091376 »                                   | Inscrit                                          | 1935                                                   | Fontaine de Longueville |
| Chapelle de la Congrégation | Locminé                                                                           | Place du Champ-de-Foire                                 | 47° 53′ 16″ nord, 2° 50′ 08″ ouest               | « PA00091394 »                                   | Inscrit                                          | 1930                                                   | Chapelle de la Congrégation |
| Église Saint-Sauveur Façades occidentales ; Croix du Clandy, sur le placître | Locminé                                                                           | Rond-point de la République                             | 47° 53′ 16″ nord, 2° 50′ 12″ ouest               | « PA00091395 »                                   | Inscrit                                          | 1925 1933                                              | Église Saint-SauveurFaçades occidentales ; Croix du Clandy, sur le placître |
| Fontaine Saint-Colomban | Locminé                                                                           | Place Joseph-Richard                                    | 47° 53′ 21″ nord, 2° 50′ 13″ ouest               | « PA00091396 »                                   | Inscrit                                          | 1933                                                   | Fontaine Saint-Colomban |
| Château y compris ses dépendances, pavillons d'entrée, parc et étangs | Loyat                                                                             |                                                         | 47° 59′ 47″ nord, 2° 24′ 25″ ouest               | « PA00091413 »                                   | Classé                                           | 1945                                                   | Châteauy compris ses dépendances, pavillons d'entrée, parc et étangs |
| Calvaire du cimetière | Loyat                                                                             | Grand Clos                                              | 47° 59′ 29″ nord, 2° 23′ 11″ ouest               | « PA00091414 »                                   | Inscrit                                          | 1927                                                   | Calvaire du cimetière |
| Allée couverte de Saint-Nizon | Malguénac                                                                         | Pons Cahuen                                             | 48° 04′ 38″ nord, 3° 05′ 14″ ouest               | « PA00091428 »                                   | Classé                                           | 1963                                                   | Allée couverte de Saint-Nizon |
| Château de Lesturgant Terrasse et pigeonnier | Malguénac                                                                         | Lesturgant                                              | 48° 05′ 20″ nord, 3° 02′ 11″ ouest               | « PA00091429 »                                   | Inscrit                                          | 1944                                                   | Image manquante Téléverser |
| Château de Moustoirlan y compris les communs de la cour d'honneur ; les façades et toitures des communs au nord du logis ; le jardin d'agrément, le potager et le verger et leurs murs de clôture ; l'emprise des deux étangs avec leurs maçonneries ; le parc et les bois entourant le château avec les murets, marches et empierrements ; le pédiluve et la fontaine de Limoëlan ; la grande avenue avec son portail d'entrée et le pavillon du gardien | Malguénac                                                                         | Moustoirlan                                             | 48° 04′ 22″ nord, 3° 03′ 09″ ouest               | « PA00091430 »                                   | Inscrit                                          | 2022                                                   | Image manquante Téléverser |
| Croix de cimetière | Malguénac                                                                         | Le Bourg                                                | 48° 04′ 47″ nord, 3° 03′ 06″ ouest               | « PA00091431 »                                   | Inscrit                                          | 1933                                                   | Croix de cimetière |
| Fontaine Saint-Nicolas | Malguénac                                                                         | Saint-Nicolas                                           | 48° 04′ 51″ nord, 3° 05′ 11″ ouest               | « PA00091432 »                                   | Inscrit                                          | 1935                                                   | Fontaine Saint-Nicolas |
| Église Saint-Pierre Portail sud | Mauron                                                                            | Le Bourg                                                | 48° 04′ 54″ nord, 2° 17′ 06″ ouest               | « PA00091434 »                                   | Inscrit                                          | 1925                                                   | Église Saint-PierrePortail sud |
| Calvaire sur socle et autel | Melrand                                                                           | Route de Guémené                                        | 47° 58′ 55″ nord, 3° 06′ 45″ ouest               | « PA00091435 »                                   | Classé                                           | 1965                                                   | Calvaire sur socle et autel |
| Chapelle de Locmaria et sa fontaine | Melrand                                                                           | Locmaria                                                | 47° 59′ 29″ nord, 3° 05′ 40″ ouest               | « PA00091437 »                                   | Classé                                           | 1928 1945                                              | Chapelle de Locmariaet sa fontaine |
| Chapelle Notre-Dame du Guelhouit y compris la Scala Sancta et le calvaire Saint-Isidore | Melrand                                                                           | Talroch                                                 | 47° 58′ 29″ nord, 3° 07′ 32″ ouest               | « PA56000051 »                                   | Classé                                           | 2003                                                   | Chapelle Notre-Dame du Guelhouity compris la Scala Sancta et le calvaire Saint-Isidore |
| Chapelle Saint-Fiacre et sa fontaine | Melrand                                                                           | Saint-Fiacre                                            | 48° 00′ 04″ nord, 3° 05′ 41″ ouest               | « PA00091436 »                                   | Classé                                           | 2003                                                   | Chapelle Saint-Fiacreet sa fontaine |
| Croix de Kerentrec'h | Melrand                                                                           | Rue de Saint-Rivalain                                   | 47° 58′ 35″ nord, 3° 06′ 23″ ouest               | « PA00091438 »                                   | Inscrit                                          | 1925                                                   | Croix de Kerentrec'h |
| Puits de Kerhoh | Melrand                                                                           | Kerhoh                                                  | 48° 00′ 25″ nord, 3° 06′ 12″ ouest               | « PA00091439 »                                   | Inscrit                                          | 1934                                                   | Puits de Kerhoh |
| Tumulus de Saint Fiacre | Melrand                                                                           | Er-Voucenne                                             | 48° 00′ 02″ nord, 3° 05′ 45″ ouest               | « PA00091440 »                                   | Classé                                           | 1972                                                   | Tumulus de Saint Fiacre |
| Chapelle de la Riaye Porche | Ménéac                                                                            | La Riaye                                                | 48° 07′ 59″ nord, 2° 23′ 33″ ouest               | « PA00091441 »                                   | Inscrit                                          | 1929                                                   | Chapelle de la RiayePorche |
| Manoir du Plessis-Rebours comprenant logis, logis-porche, colombier, façades et toitures des communs, cour, chapelle | Ménéac                                                                            | Le Plessis-Rebours                                      | 48° 09′ 03″ nord, 2° 29′ 52″ ouest               | « PA56000058 »                                   | Inscrit                                          | 2006                                                   | Image manquante Téléverser |
| Calvaire de Bonigeard | Meslan                                                                            | Bonigeard                                               | 47° 58′ 41″ nord, 3° 27′ 05″ ouest               | « PA00091444 »                                   | Inscrit                                          | 1933                                                   | Calvaire de Bonigeard |
| Église Notre-Dame | Meslan                                                                            | Le Bourg                                                | 47° 59′ 43″ nord, 3° 25′ 54″ ouest               | « PA00091445 »                                   | Inscrit                                          | 1925                                                   | Église Notre-Dame |
| Camp des Rouëts | Mohon                                                                             | Camp des Rovets Bodieu                                  | 48° 02′ 27″ nord, 2° 30′ 54″ ouest               | « PA00091447 »                                   | Inscrit                                          | 1975                                                   | Camp des Rouëts |
| Calvaire | Montertelot                                                                       | Le Bourg                                                | 47° 52′ 51″ nord, 2° 25′ 22″ ouest               | « PA00091451 »                                   | Inscrit                                          | 1927                                                   | Calvaire |
| Croix de chemin de la Ville-Briend | Montertelot                                                                       | La Ville-Briend[Information douteuse]                   | 47° 53′ 16″ nord, 2° 25′ 05″ ouest               | « PA00091452 »                                   | Inscrit                                          | 1927                                                   | Image manquante Téléverser |
| Calvaire | Moréac                                                                            | Chemin de Réguiny Rue du Bourg-Neuf                     | 47° 55′ 15″ nord, 2° 49′ 15″ ouest               | « PA00091453 »                                   | Inscrit                                          | 1928                                                   | Calvaire |
| Croix de l'Église Saint-Cyr | Moréac                                                                            | Le Bourg                                                | 47° 55′ 11″ nord, 2° 49′ 14″ ouest               | « PA00091454 »                                   | Inscrit                                          | 1933                                                   | Croix de l'Église Saint-Cyr |
| Croix de cimetière | Moustoir-Ac                                                                       | Place Saint-Barbe                                       | 47° 51′ 18″ nord, 2° 50′ 06″ ouest               | « PA00091455 »                                   | Inscrit                                          | 1935                                                   | Croix de cimetière |
| Dolmen de Kermorvant | Moustoir-Ac                                                                       | Le Château                                              | 47° 50′ 55″ nord, 2° 51′ 32″ ouest               | « PA00091456 »                                   | Classé                                           | 1965                                                   | Dolmen de Kermorvant |
| Église Sainte-Barbe | Moustoir-Ac                                                                       | Place Saint-Barbe                                       | 47° 51′ 18″ nord, 2° 50′ 06″ ouest               | « PA00091457 »                                   | Inscrit                                          | 1925                                                   | Église Sainte-Barbe |
| Menhir de Kerara | Moustoir-Ac                                                                       | Le Menhir                                               | 47° 49′ 22″ nord, 2° 51′ 24″ ouest               | « PA00091458 »                                   | Classé                                           | 1965                                                   | Menhir de Kerara |
| Menhir de Men-Bras-de-Kermar-Ker | Moustoir-Ac                                                                       | Kermarquer                                              | 47° 49′ 29″ nord, 2° 51′ 32″ ouest               | « PA00091459 »                                   | Classé                                           | 1924                                                   | Menhir de Men-Bras-de-Kermar-Ker |
| Château du Bois de la Roche Façades et toitures du logis, des communs ouest et des pavillons d'entrée. Grille et emprise de l'ancienne forteresse médiévale | Néant-sur-Yvel                                                                    | Le Bois de la Roche                                     | 48° 02′ 33″ nord, 2° 19′ 55″ ouest               | « PA56000054 »                                   | Inscrit                                          | 2001                                                   | Château du Bois de la RocheFaçades et toitures du logis, des communs ouest et des pavillons d'entrée. Grille et emprise de l'ancienne forteresse médiévale |
| Croix | Néant-sur-Yvel                                                                    | Place de l'Église                                       | 48° 00′ 47″ nord, 2° 19′ 43″ ouest               | « PA00091461 »                                   | Inscrit                                          | 1927                                                   | Croix |
| Croix de cimetière | Néant-sur-Yvel                                                                    | Le Bourg                                                | 48° 00′ 48″ nord, 2° 19′ 43″ ouest               | « PA00091460 »                                   | Inscrit                                          | 1927                                                   | Croix de cimetière |
| Chapelle Notre-Dame-de-Carmès et sa fontaine | Neulliac                                                                          | Carmès                                                  | 48° 06′ 44″ nord, 2° 59′ 21″ ouest               | « PA00091462 »                                   | Classé                                           | 1980                                                   | Chapelle Notre-Dame-de-Carmèset sa fontaine |
| Chapelle Saint-Samson | Neulliac                                                                          | Saint-Samson                                            | 48° 09′ 37″ nord, 2° 59′ 40″ ouest               | « PA56000096 » « IA00009927 »                    | Inscrit                                          | 18 février 2021                                        | Image manquante Téléverser |
| Chapelle Sainte-Barbe de Noyal-Pontivy y compris le placître, le calvaire et la fontaine | Noyal-Pontivy                                                                     | Poulvern                                                | 48° 00′ 22″ nord, 2° 53′ 56″ ouest               | « PA56000086 »                                   | Inscrit                                          | 2018                                                   | Chapelle Sainte-Barbe de Noyal-Pontivyy compris le placître, le calvaire et la fontaine |
| Chapelle de Sainte-Noyale y compris l'oratoire Saint-Jean, la fontaine et la croix du XVe siècle | Noyal-Pontivy                                                                     | Sainte-Noyale                                           | 48° 04′ 58″ nord, 2° 54′ 05″ ouest               | « PA00091467 »                                   | Inscrit Classé                                   | 1925 1965                                              | Chapelle de Sainte-Noyaley compris l'oratoire Saint-Jean, la fontaine et la croix du XVe siècle |
| Église Sainte-Noyale | Noyal-Pontivy                                                                     | Le Bourg                                                | 48° 04′ 03″ nord, 2° 52′ 59″ ouest               | « PA00091468 »                                   | Inscrit                                          | 1927                                                   | Église Sainte-Noyale |
| Château de Penvern y compris les façades et toitures de la chapelle et du pavillon de garde, les murets à pilier de la cour d'honneur, les jardins à terrasse et le parc | Persquen                                                                          | Penvern                                                 | 48° 00′ 54″ nord, 3° 14′ 13″ ouest               | « PA00091472 »                                   | Inscrit                                          | 2009                                                   | Château de Penverny compris les façades et toitures de la chapelle et du pavillon de garde,les murets à pilier de la cour d'honneur, les jardins à terrasse et le parc |
| Croix de Landoma | Pleugriffet                                                                       |                                                         | 47° 58′ 46″ nord, 2° 40′ 28″ ouest               | « PA00091479 »                                   | Inscrit                                          | 1934                                                   | Croix de Landoma |
| Chapelle de Lochrist | Ploërdut                                                                          | Lochrist                                                | 48° 04′ 17″ nord, 3° 19′ 55″ ouest               | « PA00091491 »                                   | Inscrit                                          | 1933                                                   | Chapelle de Lochrist |
| Chapelle Notre-Dame de Crénénan sa fontaine de dévotion et ses caves à boisson | Ploërdut                                                                          | Crénénan                                                | 48° 04′ 57″ nord, 3° 13′ 49″ ouest               | « PA56000018 »                                   | Inscrit                                          | 1998 2020                                              | Chapelle Notre-Dame de Crénénansa fontaine de dévotion et ses caves à boisson |
| Église Saint-Pierre | Ploërdut                                                                          | Le Bourg                                                | 48° 05′ 14″ nord, 3° 17′ 15″ ouest               | « PA00091492 »                                   | Classé                                           | 1964                                                   | Église Saint-Pierre |
| | Ploërmel                                                                          | Voir Liste des monuments historiques de Ploërmel        | Voir Liste des monuments historiques de Ploërmel | Voir Liste des monuments historiques de Ploërmel | Voir Liste des monuments historiques de Ploërmel | Voir Liste des monuments historiques de Ploërmel       | Voir Liste des monuments historiques de Ploërmel |
| Dolmen de Guidfosse | Plouray                                                                           | Parc-er-Crueno                                          | 48° 08′ 02″ nord, 3° 22′ 40″ ouest               | « PA00091534 »                                   | Classé                                           | 1978                                                   | Dolmen de Guidfosse |
| Église Saint-Yves | Plouray                                                                           | Le Bourg                                                | 48° 08′ 46″ nord, 3° 23′ 20″ ouest               | « PA00091535 »                                   | Inscrit                                          | 1935                                                   | Église Saint-Yves |
| Calvaire de Callac | Plumelec                                                                          | Callac                                                  | 47° 48′ 23″ nord, 2° 34′ 22″ ouest               | « PA00091537 »                                   | Inscrit                                          | 1935                                                   | Calvaire de Callac |
| Château de Callac Façades et toitures du bâtiment principal dit « Aile des Tours » et des bâtiments entourant la cour, y compris les communs Grand salon du premier étage avec son plafond peint ; portail d'entréeb | Plumelec                                                                          | Callac                                                  | 47° 48′ 54″ nord, 2° 34′ 02″ ouest               | « PA00091538 »                                   | Classé Inscrit                                   | 1971                                                   | Château de CallacFaçades et toitures du bâtiment principal dit « Aile des Tours » et des bâtiments entourant la cour, y compris les communsGrand salon du premier étage avec son plafond peint ; portail d'entréeb |
| Château de la Sauldraye | Plumelec                                                                          | La Saudraie                                             | 47° 50′ 05″ nord, 2° 35′ 51″ ouest               | « PA00091539 »                                   | Inscrit                                          | 1928                                                   | Château de la Sauldraye |
| Croix de cimetière de Saint-Aubin | Plumelec                                                                          | Saint-Aubin                                             | 47° 50′ 49″ nord, 2° 34′ 47″ ouest               | « PA00091540 »                                   | Inscrit                                          | 1928                                                   | Croix de cimetière de Saint-Aubin |
| Croix Merhan | Plumelec                                                                          | Callac                                                  | 47° 48′ 23″ nord, 2° 34′ 23″ ouest               | « PA00091541 »                                   | Inscrit                                          | 1935                                                   | Croix Merhan |
| Église Saint-Maurice | Plumelec                                                                          | Saint-Aubin                                             | 47° 50′ 43″ nord, 2° 34′ 54″ ouest               | « PA00091542 »                                   | Inscrit                                          | 1925                                                   | Église Saint-Maurice |
| Manoir de Cadoudal Façade, porte et mur d'enceinte | Plumelec                                                                          | Cadoudal                                                | 47° 49′ 23″ nord, 2° 39′ 16″ ouest               | « PA00091543 »                                   | Inscrit                                          | 1935                                                   | Manoir de CadoudalFaçade, porte et mur d'enceinte |
| Puits de la Touche-Berthelot | Plumelec                                                                          | Landes des Carrières Callac-en-Plumelec                 | 47° 48′ 41″ nord, 2° 34′ 41″ ouest               | « PA00091544 »                                   | Inscrit                                          | 1963                                                   | Puits de la Touche-Berthelot |
| Calvaire de Port-Arthur | Pluméliau-Bieuzy                                                                  | Port Arthur Pluméliau                                   | 47° 58′ 06″ nord, 2° 59′ 47″ ouest               | « PA00091545 »                                   | Inscrit                                          | 1935                                                   | Calvaire de Port-Arthur |
| Chapelle de Saint-Nicodème Façades et toitures | Pluméliau-Bieuzy                                                                  | Saint-Nicodème Pluméliau                                | 47° 58′ 46″ nord, 3° 00′ 47″ ouest               | « PA00091546 »                                   | Classé                                           | 1910                                                   | Chapelle de Saint-NicodèmeFaçades et toitures |
| Chapelle Saint-Nicolas-des-Eaux | Pluméliau-Bieuzy                                                                  | Saint-Nicolas des Eaux Pluméliau                        | 47° 58′ 50″ nord, 3° 02′ 25″ ouest               | « PA00091547 »                                   | Inscrit                                          | 1928                                                   | Chapelle Saint-Nicolas-des-Eaux |
| Chapelle de la Trinité et sa fontaine | Pluméliau-Bieuzy                                                                  | Castennec Bieuzy                                        | 47° 58′ 53″ nord, 3° 02′ 42″ ouest               | « PA56000093 »                                   | Inscrit                                          | 2020                                                   | Chapelle de la Trinitéet sa fontaine |
| Château de Rimaison | Pluméliau-Bieuzy                                                                  | Rimaison Bieuzy                                         | 48° 00′ 34″ nord, 3° 00′ 13″ ouest               | « PA00091034 »                                   | Inscrit Classé                                   | 1925 1958                                              | Image manquante Téléverser |
| Dolmen de Kermabon | Pluméliau-Bieuzy                                                                  | Kermabon Bieuzy                                         | 47° 59′ 49″ nord, 3° 02′ 42″ ouest               | « PA00091035 »                                   | Classé                                           | 1935                                                   | Dolmen de Kermabon |
| Église Notre-Dame | Pluméliau-Bieuzy                                                                  | Le Bourg Bieuzy                                         | 47° 58′ 54″ nord, 3° 03′ 55″ ouest               | « PA00091037 »                                   | Inscrit                                          | 1925                                                   | Église Notre-Dame |
| Fontaine de Saint-Bieuzy | Pluméliau-Bieuzy                                                                  | Rue de Kerven Bieuzy                                    | 47° 58′ 55″ nord, 3° 03′ 56″ ouest               | « PA00091036 »                                   | Inscrit                                          | 1928                                                   | Fontaine de Saint-Bieuzy |
| Maison Façade datée de 1656 et puits | Pluméliau-Bieuzy                                                                  | Rue de Kerven Bieuzy                                    | 47° 58′ 55″ nord, 3° 03′ 54″ ouest               | « PA00091038 »                                   | Inscrit                                          | 1935                                                   | MaisonFaçade datée de 1656 et puits |
| Moulin de Rimaison | Pluméliau-Bieuzy                                                                  | Rimaison Bieuzy                                         | 48° 00′ 07″ nord, 3° 00′ 13″ ouest               | « PA00091039 »                                   | Classé                                           | 1994                                                   | Image manquante Téléverser |
| Croix de Kercloarec | Plumelin                                                                          | Kercloirec                                              | 47° 51′ 43″ nord, 2° 53′ 41″ ouest               | « PA00091549 »                                   | Inscrit                                          | 1935                                                   | Croix de Kercloarec |
| Croix de Saint-Jean-du-Poteau | Plumelin                                                                          | Saint-Jean-du-Poteau                                    | 47° 53′ 47″ nord, 2° 54′ 40″ ouest               | « PA00091550 »                                   | Inscrit                                          | 1934                                                   | Croix de Saint-Jean-du-Poteau |
| Fontaine de Saint-Jean-du-Poteau | Plumelin                                                                          | Saint-Jean-du-Poteau                                    | 47° 53′ 47″ nord, 2° 54′ 40″ ouest               | « PA00091551 »                                   | Inscrit                                          | 1934                                                   | Fontaine de Saint-Jean-du-Poteau |
| Basilique Notre-Dame-de-la-Joie | Pontivy                                                                           | Place Bourdonnay-du-Clézio                              | 48° 04′ 03″ nord, 2° 57′ 58″ ouest               | « PA00091571 »                                   | Inscrit Inscrit                                  | 1925 (Portail de la tour) 19 septembre 2018 (Totalité) | Basilique Notre-Dame-de-la-Joie |
| Caserne Clisson Façades et toitures de la caserne et des deux bâtiments qui l'encadrent | Pontivy                                                                           | Rue du Deuxième-Chasseur-à-Cheval 1 rue Julien-Guidard  | 48° 03′ 57″ nord, 2° 58′ 11″ ouest               | « PA00091565 »                                   | Inscrit                                          | 1980                                                   | Caserne ClissonFaçades et toitures de la caserne et des deux bâtiments qui l'encadrent |
| Chapelle de la Houssaye | Pontivy                                                                           | La Houssaye                                             | 48° 02′ 48″ nord, 2° 56′ 59″ ouest               | « PA00091566 »                                   | Inscrit                                          | 1935                                                   | Chapelle de la Houssaye |
| Chapelle Sainte-Tréphine | Pontivy                                                                           |                                                         | 48° 03′ 51″ nord, 2° 59′ 12″ ouest               | « PA00091567 »                                   | Classé                                           | 1968                                                   | Chapelle Sainte-Tréphine |
| Château des Rohan | Pontivy                                                                           | Rue du Général-de-Gaulle                                | 48° 04′ 13″ nord, 2° 57′ 49″ ouest               | « PA00091568 »                                   | Inscrit Classé                                   | 1925 1953                                              | Château des Rohan |
| Château de la Villeneuve Façade principale avec tourelle et toitures | Pontivy                                                                           | La Villeneuve du Gros Chêne                             | 48° 04′ 52″ nord, 2° 58′ 44″ ouest               | « PA00091569 »                                   | Inscrit                                          | 1933                                                   | Château de la VilleneuveFaçade principale avec tourelle et toitures |
| Croix de la Houssaye | Pontivy                                                                           | La Houssaye                                             | 48° 02′ 47″ nord, 2° 57′ 00″ ouest               | « PA00091570 »                                   | Inscrit                                          | 1934                                                   | Croix de la Houssaye |
| Église Saint-Joseph Façades et toitures | Pontivy                                                                           | Rue Nationale                                           | 48° 03′ 47″ nord, 2° 58′ 04″ ouest               | « PA00091572 »                                   | Inscrit                                          | 1985                                                   | Église Saint-JosephFaçades et toitures |
| Église Saint-Mériadec-de-Stival y compris les peintures murales représentant la vie de saint Mériadec | Pontivy                                                                           | Rue des Déportés                                        | 48° 05′ 06″ nord, 2° 59′ 36″ ouest               | « PA00091573 »                                   | Inscrit Classé                                   | 1933 1985                                              | Église Saint-Mériadec-de-Stivaly compris les peintures murales représentant la vie de saint Mériadec |
| Fontaine de Saint-Mériadec | Pontivy                                                                           | Stival                                                  | 48° 05′ 11″ nord, 2° 59′ 42″ ouest               | « PA00091574 »                                   | Inscrit                                          | 1928                                                   | Fontaine de Saint-Mériadec |
| Magasin à fourrages | Pontivy                                                                           | 34 rue Marengo                                          | 48° 03′ 47″ nord, 2° 58′ 08″ ouest               | « PA56000085 »                                   | Inscrit                                          | 19 septembre 2018                                      | Magasin à fourrages |
| Maison Façade et toiture | Pontivy                                                                           | 14 rue du Pont                                          | 48° 04′ 06″ nord, 2° 58′ 00″ ouest               | « PA00091579 »                                   | Inscrit                                          | 1934                                                   | MaisonFaçade et toiture |
| Maison Façade et toiture | Pontivy                                                                           | 16 rue du Pont                                          | 48° 04′ 06″ nord, 2° 58′ 00″ ouest               | « PA00091580 »                                   | Inscrit                                          | 1933                                                   | MaisonFaçade et toiture |
| Maison Façade sur rue et toiture | Pontivy                                                                           | 4 rue du Fil                                            | 48° 04′ 04″ nord, 2° 57′ 53″ ouest               | « PA00091575 »                                   | Inscrit                                          | 1933                                                   | MaisonFaçade sur rue et toiture |
| Maison Façade sur rue et toiture | Pontivy                                                                           | 6 rue du Fil                                            | 48° 04′ 04″ nord, 2° 57′ 53″ ouest               | « PA00091576 »                                   | Inscrit                                          | 1933                                                   | MaisonFaçade sur rue et toiture |
| Maison des Trois-Piliers Façade et toiture | Pontivy                                                                           | Rue du Docteur-Ange-Guépin                              | 48° 04′ 05″ nord, 2° 57′ 55″ ouest               | « PA00091577 »                                   | Inscrit                                          | 1933                                                   | Maison des Trois-PiliersFaçade et toiture |
| Rendez-vous de chasse des Rohan Façades et toitures | Pontivy                                                                           | Rue Lorois Rue du Général-de-Gaulle                     | 48° 04′ 05″ nord, 2° 57′ 53″ ouest               | « PA00091578 »                                   | Classé                                           | 1930                                                   | Rendez-vous de chasse des RohanFaçades et toitures |
| Tumulus de Nillizien | Pontivy (initialement à Nillizien en Silfiac, déplacé en 1891)                    | Rue Nationale                                           | 48° 03′ 47″ nord, 2° 58′ 06″ ouest               | « PA00091581 »                                   | Classé                                           | 1892                                                   | Tumulus de Nillizien |
| Théâtre Façades, toitures et peintures murales | Pontivy                                                                           | Rue de Lourmel                                          | 48° 04′ 05″ nord, 2° 57′ 51″ ouest               | « PA00091582 »                                   | Inscrit                                          | 1988                                                   | ThéâtreFaçades, toitures et peintures murales |
| Chapelle Saint-Nicolas | Priziac                                                                           | Kerviguen                                               | 48° 02′ 31″ nord, 3° 25′ 55″ ouest               | « PA00091590 »                                   | Classé                                           | 1922                                                   | Chapelle Saint-Nicolas |
| Chapelle Saint-Yves | Priziac                                                                           | Minépemeur                                              | 48° 04′ 16″ nord, 3° 27′ 02″ ouest               | « PA00091591 »                                   | Inscrit                                          | 1975                                                   | Chapelle Saint-Yves |
| Église Saint-Beheau | Priziac                                                                           | Le Bourg                                                | 48° 03′ 39″ nord, 3° 24′ 38″ ouest               | « PA00091592 »                                   | Inscrit                                          | 1925                                                   | Église Saint-Beheau |
| Manoir | Priziac                                                                           | 6 rue du Vieux-Bourg                                    | 48° 03′ 38″ nord, 3° 24′ 34″ ouest               | « PA00091593 »                                   | Inscrit                                          | 1925                                                   | Manoir |
| Chapelle Saint-Fiacre | Radenac                                                                           | Saint-Fiacre                                            | 47° 57′ 44″ nord, 2° 43′ 41″ ouest               | « PA00091629 »                                   | Classé                                           | 1931                                                   | Chapelle Saint-Fiacre |
| Fontaine Saint-Fiacre | Radenac                                                                           | Saint-Fiacre                                            | 47° 57′ 47″ nord, 2° 43′ 25″ ouest               | « PA00091630 »                                   | Inscrit                                          | 1933                                                   | Fontaine Saint-Fiacre |
| Château de Porhman Façades et toitures du château et des communs ; escalier intérieur ; cour d'honneur et ses piliers | Réguiny                                                                           | Porhman                                                 | 47° 59′ 45″ nord, 2° 47′ 54″ ouest               | « PA00091631 »                                   | Inscrit                                          | 1964                                                   | Château de PorhmanFaçades et toitures du château et des communs ; escalier intérieur ; cour d'honneur et ses piliers |
| Croix de cimetière | Réguiny                                                                           | Le Bourg                                                | 47° 58′ 46″ nord, 2° 44′ 50″ ouest               | « PA00091632 »                                   | Inscrit                                          | 1925                                                   | Croix de cimetière |
| Fontaine Saint-Clair | Réguiny                                                                           | Saint-Clair                                             | 47° 58′ 54″ nord, 2° 45′ 20″ ouest               | « PA00091633 »                                   | Inscrit                                          | 1944                                                   | Fontaine Saint-Clair |
| Chapelle Notre-Dame-de-Bonne-Encontre | Rohan                                                                             | Le Point du Jour                                        | 48° 04′ 06″ nord, 2° 44′ 58″ ouest               | « PA00091646 »                                   | Classé                                           | 1922                                                   | Chapelle Notre-Dame-de-Bonne-Encontre |
| Église Notre-Dame-de-Lorette | Roudouallec                                                                       | Le Bourg                                                | 48° 07′ 32″ nord, 3° 43′ 15″ ouest               | « PA00091647 »                                   | Inscrit                                          | 1930                                                   | Église Notre-Dame-de-Lorette |
| Menhir de Guernangoué | Roudouallec                                                                       | Guernangoué                                             | 48° 08′ 44″ nord, 3° 41′ 39″ ouest               | « PA00091648 »                                   | Classé                                           | 1925                                                   | Menhir de Guernangoué |
| Menhir du Petit Moustoir | Roudouallec                                                                       | Marc'h Coz                                              | 48° 05′ 55″ nord, 3° 40′ 24″ ouest               | « PA00091649 »                                   | Classé                                           | 1969                                                   | Image manquante Téléverser |
| Croix de Bouthiry | Le Saint                                                                          | Bouthiry                                                | 48° 06′ 57″ nord, 3° 33′ 54″ ouest               | « PA00091650 »                                   | Inscrit                                          | 1931                                                   | Croix de Bouthiry |
| Ossuaire | Le Saint                                                                          | Le Bourg                                                | 48° 05′ 23″ nord, 3° 33′ 41″ ouest               | « PA00091651 »                                   | Inscrit                                          | 1937                                                   | Ossuaire |
| Camp protohistorique du Castel-Finans | Saint-Aignan                                                                      | Taille de Castel                                        | 48° 11′ 40″ nord, 3° 01′ 23″ ouest               | « PA00091653 »                                   | Classé                                           | 1971                                                   | Camp protohistorique du Castel-Finans |
| Ferme du Corboulo Façades, toitures et puits | Saint-Aignan                                                                      | Le Corboulo                                             | 48° 10′ 18″ nord, 3° 01′ 04″ ouest               | « PA00091654 »                                   | Inscrit                                          | 1987                                                   | Ferme du CorbouloFaçades, toitures et puits |
| Site archéologique du Corboulo comprenant motte castrale et basse-cour | Saint-Aignan                                                                      | Le Corboulo                                             | 48° 10′ 23″ nord, 3° 00′ 56″ ouest               | « PA00135360 »                                   | Inscrit                                          | 1995                                                   | Site archéologique du Corboulocomprenant motte castrale et basse-cour |
| Croix de cimetière | Saint-Allouestre                                                                  | Rue Yves-de-Carné                                       | 47° 54′ 37″ nord, 2° 43′ 19″ ouest               | « PA00091655 »                                   | Inscrit                                          | 1934                                                   | Croix de cimetière |
| Croix du Point du Jour | Saint-Allouestre                                                                  |                                                         | 47° 55′ 16″ nord, 2° 43′ 17″ ouest               | « PA00091656 »                                   | Inscrit                                          | 1934                                                   | Croix du Point du Jour |
| Dolmen de Coët-er-Rui | Saint-Allouestre                                                                  | Guenestre                                               | 47° 54′ 04″ nord, 2° 43′ 31″ ouest               | « PA00091657 »                                   | Classé                                           | 1935                                                   | Image manquante Téléverser |
| Chapelle Saint-Adrien | Saint-Barthélemy                                                                  | Saint-Adrien                                            | 47° 54′ 45″ nord, 3° 04′ 33″ ouest               | « PA00091665 »                                   | Classé                                           | 1932                                                   | Chapelle Saint-Adrien |
| Fontaine Saint-Adrien et son calvaire | Saint-Barthélemy                                                                  | Saint-Adrien                                            | 47° 54′ 44″ nord, 3° 04′ 33″ ouest               | « PA00091666 »                                   | Classé                                           | 1928                                                   | Fontaine Saint-Adrienet son calvaire |
| Menhirs de Kernars | Saint-Barthélemy                                                                  | Kernars                                                 | 47° 54′ 42″ nord, 3° 04′ 11″ ouest               | « PA00091667 »                                   | Classé                                           | 1932                                                   | Menhirs de Kernars |
| Croix et ossuaire du cimetière | Saint-Caradec-Trégomel                                                            | Rue de l'Église                                         | 48° 02′ 14″ nord, 3° 20′ 53″ ouest               | « PA00091669 »                                   | Inscrit                                          | 1925                                                   | Croix et ossuaire du cimetière |
| Forges des Salles | Sainte-Brigitte (également situé sur la commune de Perret, Côtes-d'Armor)         | Les Forges des Salles                                   | 48° 12′ 00″ nord, 3° 07′ 32″ ouest               | « PA00091668 »                                   | inscrit inscrit                                  | 1981 1993                                              | Forges des Salles |
| Croix de cimetière (Croix de l'ancien cimetière située au Nord de l'église) | Saint-Gérand                                                                      | Place de l'Église                                       | 48° 06′ 30″ nord, 2° 53′ 14″ ouest               | « PA00091671 »                                   | Inscrit                                          | 1935                                                   | Croix de cimetière (Croix de l'ancien cimetière située au Nord de l'église) |
| Croix de carrefour | Saint-Gonnery                                                                     | Rue du Calvaire Rue des Deux-Ponts                      | 48° 07′ 28″ nord, 2° 49′ 11″ ouest               | « PA00091681 »                                   | Inscrit                                          | 1935                                                   | Croix de carrefour |
| Église Saint-Jean-de-Berveley Porte romane | Saint-Jean-Brévelay                                                               | Le Bourg                                                | 47° 50′ 43″ nord, 2° 43′ 22″ ouest               | « PA00091684 »                                   | Inscrit                                          | 1929                                                   | Église Saint-Jean-de-BerveleyPorte romane |
| Menhir du Moustoir | Saint-Jean-Brévelay                                                               | Le Moustoir                                             | 47° 48′ 57″ nord, 2° 44′ 00″ ouest               | « PA00091685 »                                   | Classé                                           | 1936                                                   | Menhir du Moustoir |
| Église Saint-Léry et son placître | Saint-Léry                                                                        | Place de la Mairie                                      | 48° 05′ 27″ nord, 2° 15′ 20″ ouest               | « PA00091687 »                                   | Inscrit                                          | 1925 2014                                              | Église Saint-Léryet son placître |
| Croix en bois dans l'église Saint-Malo | Saint-Malo-des-Trois-Fontaines                                                    | Le Bourg                                                | 48° 00′ 50″ nord, 2° 28′ 17″ ouest               | « PA00091690 »                                   | Inscrit                                          | 1929                                                   | Image manquante Téléverser |
| Chapelle de Saint-Gobrien y compris la maison du chapelain, le cimetière entourant la chapelle et la croix datée de 1604 | Saint-Servant                                                                     |                                                         | 47° 55′ 39″ nord, 2° 30′ 54″ ouest               | « PA00091715 »                                   | Inscrit Classé                                   | 1927 1945 1996                                         | Chapelle de Saint-Gobrieny compris la maison du chapelain, le cimetière entourant la chapelle et la croix datée de 1604 |
| Château de Castel y compris les communs, le colombier, la chapelle et le jardin avec son mur de clôture | Saint-Servant                                                                     | Castel                                                  | 47° 53′ 51″ nord, 2° 28′ 08″ ouest               | « PA56000015 »                                   | Inscrit                                          | 1997                                                   | Château de Castely compris les communs, le colombier, la chapelle et le jardin avec son mur de clôture |
| Restes d'une croix du XVe siècle | Saint-Servant                                                                     | Route de Saint-Gobrien                                  | 47° 55′ 18″ nord, 2° 30′ 53″ ouest               | « PA00091717 »                                   | Inscrit                                          | 1927                                                   | Image manquante Téléverser |
| Croix du bourg Bas-relief (Crucifixion) sur le piédestal | Saint-Servant                                                                     | Le Bourg                                                | 47° 54′ 54″ nord, 2° 30′ 42″ ouest               | « PA00091718 »                                   | Inscrit                                          | 1927                                                   | Croix du bourgBas-relief (Crucifixion) sur le piédestal |
| Croix de Rougentin | Saint-Servant                                                                     | Chemin de Quily                                         | 47° 54′ 23″ nord, 2° 29′ 31″ ouest               | « PA00091716 »                                   | Inscrit                                          | 1946                                                   | Croix de Rougentin |
| Fontaine Saint-Servais | Saint-Servant                                                                     | Le Bourg                                                | 47° 54′ 59″ nord, 2° 31′ 01″ ouest               | « PA00091719 »                                   | Inscrit                                          | 1929                                                   | Fontaine Saint-Servais |
| Maison à l'Hôpital-Robin Façades et toitures | Saint-Servant                                                                     | L'Hôpital-Robin                                         | 47° 54′ 21″ nord, 2° 31′ 14″ ouest               | « PA56000010 »                                   | Inscrit                                          | 1996                                                   | Maison à l'Hôpital-RobinFaçades et toitures |
| Calvaire de la Croix-de-Gohazé | Saint-Thuriau                                                                     | Gohazé                                                  | 48° 01′ 19″ nord, 2° 58′ 25″ ouest               | « PA00091721 »                                   | Inscrit                                          | 1933                                                   | Calvaire de la Croix-de-Gohazé |
| Chapelle de Gohazé | Saint-Thuriau                                                                     | Gohazé                                                  | 48° 01′ 21″ nord, 2° 58′ 23″ ouest               | « PA00091720 »                                   | Inscrit                                          | 1925                                                   | Chapelle de Gohazé |
| Église Saint-Thuriau y compris le plafond peint | Saint-Thuriau                                                                     | Le Bourg                                                | 48° 00′ 59″ nord, 2° 57′ 00″ ouest               | « PA00091722 »                                   | Inscrit Classé                                   | 1925 1985                                              | Église Saint-Thuriauy compris le plafond peint |
| Chapelle Saint-Guen et son ossuaire | Saint-Tugdual                                                                     | Saint-Guen                                              | 48° 05′ 18″ nord, 3° 22′ 25″ ouest               | « PA00091723 »                                   | Inscrit                                          | 1927                                                   | Chapelle Saint-Guenet son ossuaire |
| Croix de cimetière | Saint-Tugdual                                                                     | Le Bourg                                                | 48° 05′ 58″ nord, 3° 20′ 18″ ouest               | « PA00091724 »                                   | Inscrit                                          | 1929                                                   | Croix de cimetière |
| Chapelle de Locmaria | Séglien                                                                           | Locmaria                                                | 48° 06′ 49″ nord, 3° 08′ 59″ ouest               | « PA00091736 »                                   | Inscrit                                          | 1927                                                   | Chapelle de Locmaria |
| Chapelle Saint-Germain y compris le sol de l'enclos, les murets de clôture et l'ancien four à pain | Séglien                                                                           |                                                         | 48° 06′ 00″ nord, 3° 11′ 34″ ouest               | « PA56000068 »                                   | Inscrit                                          | 2008                                                   | Chapelle Saint-Germainy compris le sol de l'enclos, les murets de clôture et l'ancien four à pain |
| Chapelle Saint-Jean | Séglien                                                                           | Saint-Jean                                              | 48° 05′ 06″ nord, 3° 07′ 23″ ouest               | « PA00091737 »                                   | Inscrit                                          | 1935                                                   | Chapelle Saint-Jean |
| Croix de Saint-Zénon | Séglien                                                                           | Saint-Zénon                                             | 48° 04′ 21″ nord, 3° 08′ 37″ ouest               | « PA00091738 »                                   | Inscrit                                          | 1935                                                   | Croix de Saint-Zénon |
| Chapelle Saint-Laurent Pignon sud | Silfiac                                                                           | Saint-Laurent                                           | 48° 08′ 04″ nord, 3° 09′ 17″ ouest               | « PA00091744 »                                   | Inscrit                                          | 1925                                                   | Chapelle Saint-LaurentPignon sud |
| Église Saint-Golven et son calvaire | Taupont                                                                           | Vieux-Bourg                                             | 47° 56′ 23″ nord, 2° 25′ 21″ ouest               | « PA00091751 »                                   | Classé                                           | 1990                                                   | Église Saint-Golvenet son calvaire |
| Maison noble des Rues-Neuves Façades et toiture | Tréhorenteuc                                                                      | Rue Neuve                                               | 48° 00′ 23″ nord, 2° 17′ 10″ ouest               | « PA00091761 »                                   | Inscrit                                          | 1929                                                   | Maison noble des Rues-NeuvesFaçades et toiture |
| Croix | La Trinité-Porhoët                                                                | Rue du Val Rue Billette                                 | 48° 05′ 51″ nord, 2° 32′ 56″ ouest               | « PA00091762 »                                   | Inscrit                                          | 1929                                                   | Croix |
| Église de la Trinité | La Trinité-Porhoët                                                                | Place du Martray                                        | 48° 05′ 51″ nord, 2° 32′ 51″ ouest               | « PA00091763 »                                   | Classé Inscrit                                   | 1914 1975                                              | Église de la Trinité |
| Chapelle Saint-Méen | Val d'Oust                                                                        | Saint-Méen La Chapelle-Caro                             | 47° 52′ 47″ nord, 2° 23′ 54″ ouest               | « PA00091149 »                                   | Inscrit                                          | 1973                                                   | Chapelle Saint-Méen |
| Château de Crévy Façades du XVIIe siècle et tour d'angle sud-est | Val d'Oust                                                                        | Crévy La Chapelle-Caro                                  | 47° 52′ 18″ nord, 2° 25′ 31″ ouest               | « PA00091150 »                                   | Inscrit                                          | 1925 1970                                              | Château de CrévyFaçades du XVIIe siècle et tour d'angle sud-est |
| Tumulus avec dolmen de la Maison Trouvée | Val d'Oust                                                                        | La Maison Trouvée La Chapelle-Caro                      | 47° 53′ 00″ nord, 2° 22′ 42″ ouest               | « PA00091151 »                                   | Classé                                           | 1934                                                   | Tumulus avec dolmen de la Maison Trouvée |
| Croix de cimetière | Val d'Oust                                                                        | Le Bourg Quily                                          | 47° 53′ 28″ nord, 2° 28′ 04″ ouest               | « PA00091623 »                                   | Inscrit                                          | 1927                                                   | Croix de cimetière |
| Église Saint-Nicodème Inscription placée près de la porte sud | Val d'Oust                                                                        | Le Bourg Quily                                          | 47° 53′ 28″ nord, 2° 28′ 04″ ouest               | « PA00091624 »                                   | Inscrit                                          | 1928                                                   | Église Saint-NicodèmeInscription placée près de la porte sud |
| Château de la Ville Der y compris façades et toitures des communs et des pavillons latéraux de liaison, portail d'entrée, douves et cour d'honneur | Val d'Oust                                                                        | La Ville Der Le Roc-Saint-André                         | 47° 52′ 08″ nord, 2° 28′ 05″ ouest               | « PA56000064 »                                   | Inscrit                                          | 2007                                                   | Château de la Ville Dery compris façades et toitures des communs et des pavillons latéraux de liaison, portail d'entrée, douves et cour d'honneur |
| Manoir de la Touche-Carné y compris façades et toitures des communs et de la métairie | Val d'Oust                                                                        | La Touche Carné Le Roc-Saint-André                      | 47° 52′ 48″ nord, 2° 26′ 11″ ouest               | « PA56000014 »                                   | Inscrit                                          | 1997                                                   | Manoir de la Touche-Carné y compris façades et toitures des communs et de la métairie |

## Anciens monuments historiques
| Monument                                                            | Commune           | Adresse      | Coordonnées                        | Notice         | Protection    | Date      | Illustration               |
| ------------------------------------------------------------------- | ----------------- | ------------ | ---------------------------------- | -------------- | ------------- | --------- | -------------------------- |
| Manoir de Kerbourvelec Façade sud sur la cour d'honneur et toitures | La Chapelle-Neuve | Kerbouvellec | 47° 57′ 48″ nord, 2° 55′ 01″ ouest | « PA00091156 » | Inscrit Radié | 1933 2014 | Image manquante Téléverser |